# 가노촌 (사이타마현)
가노촌(加納村)은 사이타마현 기타아다치군에 있던 촌이다. 현재의 오케가와시의 동부에 해당한다. 1955년에 오케가와정과 합병해 폐지되었다.

## 역사
- 1879년 - 기타아다치군에 소속되었다.
- 1889년 4월 1일 - 정촌제 시행에 수반해 기타아다치군 가노촌이 성립하였다.
- 1955년 1월 1일 - 오케가와정과 합병해, 오케가와정이 되었다.

## 참고문헌
- 大日本篤農家名鑑編纂所編『大日本篤農家名鑑』大日本篤農家名鑑編纂所、1910年。
- 埼玉県議会史編さん委員会編『埼玉県議会史 6巻』埼玉県議会、1966年。
- 「角川日本地名大辞典」編纂委員会『角川日本地名大辞典 11 埼玉県』角川書店、1980年7月8日。ISBN 4040011104。